# Smuhovití
Smuhovití (Sciaenidae) jsou čeleď paprskoploutvých ryb. Na základě tradiční systematiky smuhovití spadali do sběrného řádu ostnoploutví (Perciformes), současná systematika je klasifikuje v rámci řádu bodloci (Acanthuriformes). V květnu roku 2025 čeleď zahrnuje asi 70 rodů a 300 druhů.
Smuhy mohou dorůstat délky přesahující 200 cm, této velikosti dosahuje např. smuha MacDonaldova (Totoaba macdonaldi). Vyznačují se dělenou hřbetní ploutví s 6–13 trny, resp. 1 trnem a obvykle 20–35 měkkými paprsky; řitní ploutví s 1–2 trny a 6–13 měkkými paprsky; a zaoblenou nebo jen mírně vykrojenou ocasní ploutví. Šupiny postranní čáry zasahují až na konec ocasní ploutve a na dolní čelisti může vyrůstat jeden vous, případně trs vousků. Charakteristickým rysem je také stavba plynového měchýře, jenž nese četné výběžky a slouží jako rezonanční komora; smuhy totiž dovedou navzájem komunikovat prostřednictvím zvuků. Ty bývají natolik hlasité, že je lze slyšet i nad hladinou.
Ačkoli lze původ této čeledi vysledovat nejspíš do východního Tichého oceánu nebo západního Atlantiku, dnes nejvíce druhů žije v Indo-Pacifiku. Smuhovití žijí zejména v mořských nebo brakických vodách od tropů po mírný pás. Tolerují různá stanoviště, od bahnitého, písčitého nebo suťového dna přes korálové a skalnaté útesy až po zaplavené slané bažiny, a to do hloubek přesahujících 100 metrů. Řada druhů žije i ve sladkých vodách. Smuhy se jednotlivě, anebo ve skupinách (někdy velmi početných) zdržují u dna a pátrají po menších obratlovcích a bezobratlých. Vajíčka kladou volně do vody.
Řada smuhovitých patří mezi hospodářsky a sportovně ceněné ryby, např. smuha skvrnitá (Cynoscion nebulosus), kalifornská (Menticirrhus undulatus) nebo argentinská (Umbrina canosai). Plynovým měchýřům smuhy MacDonaldovy, ceněným v čínské medicíně, se pro jejich vysokou cenu na černém trhu přezdívá „mořský kokain“.